# Roger Espinoza
Roger Espinoza Ramírez, född 25 oktober 1986 i Puerto Cortés, Honduras, är en honduransk fotbollsspelare som sedan 2015 spelar för den amerikanska klubben Sporting Kansas City. Han har även representerat Honduras landslag.